# 市民回復運動・ルレンザンゲメロ
市民回復運動・ルレンザンゲメロ（英語: Movement for the Rehabilitation of Citizens–Rurenzangemero、フランス語: Mouvement pour la Réhabilitation du Citoyen–Rurenzangemero、略称:MRC–Rurenzangemero）は、ブルンジの政党。2002年結成。ツチ族を支持基盤とする。2005年に行われた総選挙では得票率2.1パーセントで国民議会に2議席を得た。